# Jaime Melo
Jaime Melo znany jako Jaime Melo Jr (ur. 24 kwietnia 1980 roku w Cascavel) – brazylijski kierowca wyścigowy.

## Kariera
Melo rozpoczął karierę w wyścigach samochodowych w 1997 roku od startów w Południowoamerykańskiej Formule 3, gdzie jednak nie zdobywał punktów. W kolejnych dwóch latach w tej samej serii wyścigowej zdobywał tytuły wicemistrzowskie. W późniejszych latach pojawiał się także w stawce Formuły 3000, World Series by Nissan, Euro 3000 (mistrz w 2002 roku), Europejskiego Pucharu Formuły Renault V6, Le Mans Endurance Series, 24h Le Mans (zwycięzca w klasie GT2 w latach 2008-2009), FIA GT Championship (mistrz w 2006 roku w klasie GT2), Spanish GT Championship, American Le Mans Series (mistrz w 2007 roku), Le Mans Series, FIA World Endurance Championship oraz European Le Mans Series.